# Sitimulyo (Piyungan)
Sitimulyo is een bestuurslaag in het regentschap Bantul van de provincie Jogjakarta, Indonesië. Sitimulyo telt 17.534 inwoners (volkstelling 2010).